# Dumnonii

De Dumnonii was een van de Keltische stammen die in Brittannië leefden voorafgaand aan de Romeinse verovering. De stam leefde ten westen van de Durotriges, de huidige graafschappen Devon en Cornwall, plus een deel van Somerset en Dorset. De geograaf Claudius Ptolemaeus maakte van hen gewag in zijn atlas Geographia.
Samen met de Durotriges worden zij ca.50 na Chr. door de troepen van Vespasianus, het Legio II Augusta, onderworpen. Vespasianus sloot zijn veldtocht af met het opzetten van een fort en legionair hoofdkwartier in Isca Dumnoniorum (het huidige Exeter).